# Viva Communications
Viva Communications, Inc. (također poznat kao Viva Entertainment) je filipinski multinacionalni privatni konglomerat sa sjedištem u Ortigas Centru, Pasig. Osnovali su ga 1981. Vic del Rosario Jr. i njegova sestra Tess Cruz.
To je matična tvrtka Viva Films, Viva Records i Vicor Music.

## Vanjske poveznice
- Službena web-stranica